# Davi e Jônatas

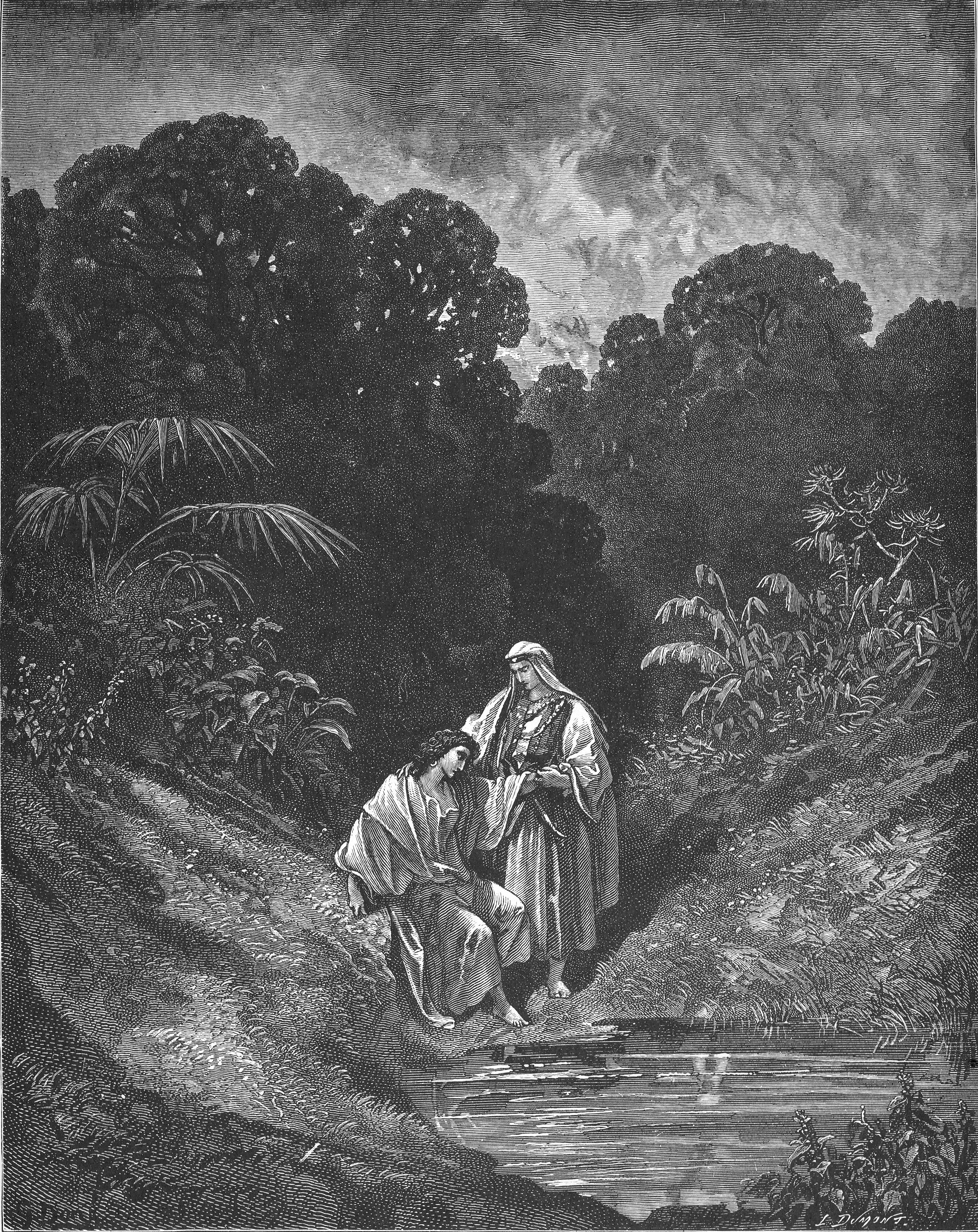
"David and Jonathan" uma das ilustrações de Gustave Doré para La Grande Bible de Tours

Davi (em hebraico:דָּוִד; romaniz.: Dāwīḏ ou David) e Jônatas (em hebraico:יְהוֹנָתָן; romaniz.: Yəhōnāṯān ou Yehonatan) foram, de acordo com os livros de Samuel da Bíblia, amigos e heróis do Reino de Israel que formaram uma aliança e prestaram juramento um ao outro.
Jônatas era filho de Saul, rei de Israel, da tribo de Benjamim, e Davi era filho de Jessé de Belém, da tribo de Judá, e suposto rival de Jônatas pela coroa. Davi se tornou rei. A aliança que os dois homens formaram eventualmente levou Davi, após a morte de Jônatas, a sentar graciosamente o filho de Jônatas, Mefibosete, em sua própria mesa real, em vez de erradicar a linhagem do ex-rei Saul.
O texto bíblico não descreve explicitamente a natureza do relacionamento entre Davi e Jônatas. A interpretação religiosa tradicional e dominante do relacionamento tem sido de amor platônico e um exemplo de homossocialidade. Alguma literatura posterior da Idade Média e do Renascimento baseou-se na história para sublinhar fortes amizades pessoais entre homens.
Nos tempos modernos, alguns estudiosos, escritores e ativistas enfatizaram o que consideram elementos de homoerotismo na história. Vários grupos formados por gays católicos romanos que tentam reconciliar sua fé com sua sexualidade também adotaram os nomes: Davide e Gionata (Itália) e David et Jonathan (França).

## Na Bíblia

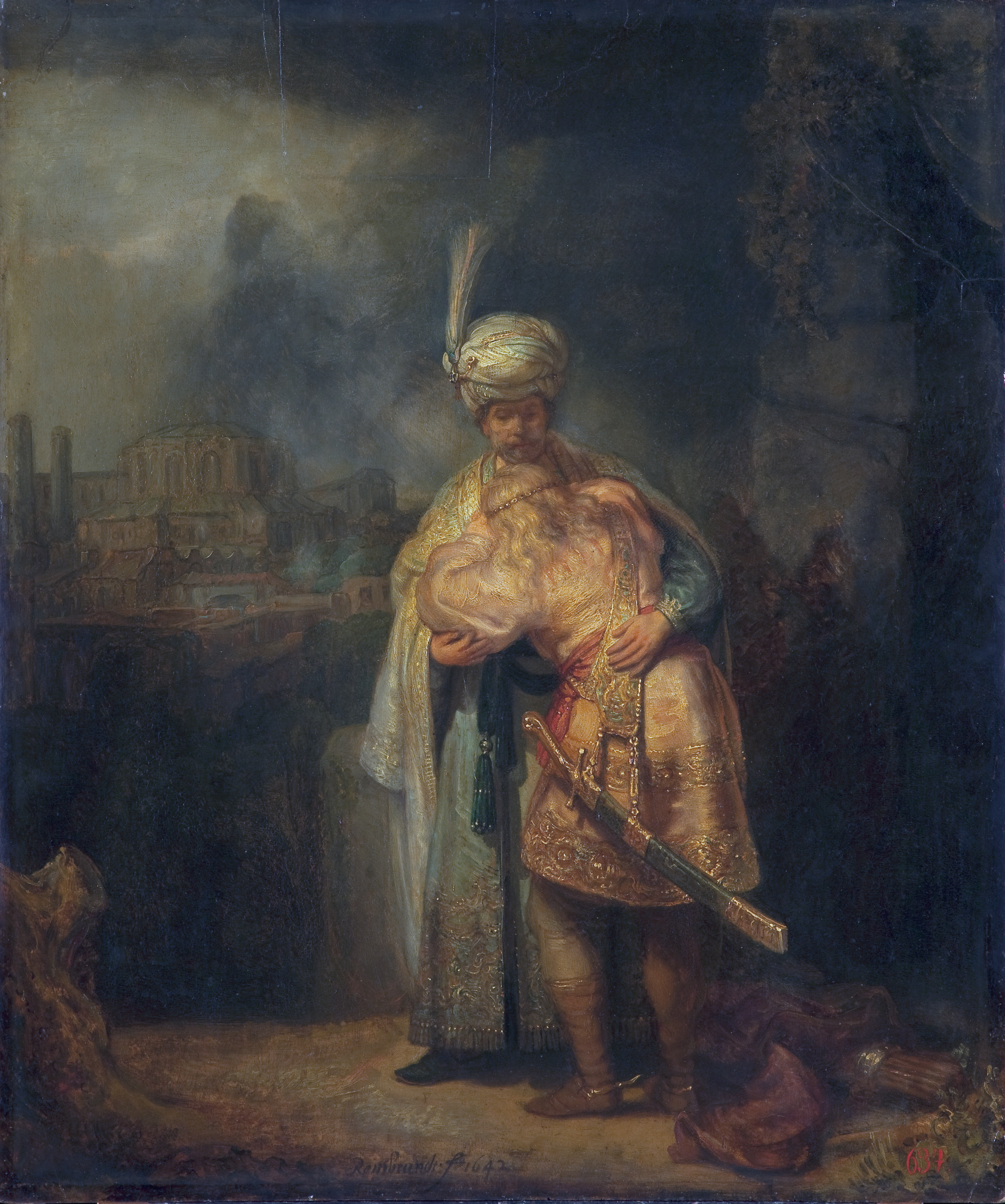
David and Jonathan por Rembrandt, c. 1642

O relacionamento entre Davi e Jônatas é abordado principalmente no Livro da Bíblia Hebraica de Samuel. Os episódios pertencem à história da ascensão de Davi ao poder, comumente considerada uma das fontes da história deuteronomista, e aos acréscimos posteriores.
Davi, o filho mais novo de Jessé, mata Golias no Vale de Elah, onde o exército filisteu está em um impasse com o exército do rei Saul (pai de Jônatas). A vitória de Davi dá início à derrota dos filisteus, que são repelidos para Gate e os portões de Ecrom. Abner leva Davi a Saul enquanto Davi ainda segura a cabeça decepada de Golias. Jônatas, o filho mais velho de Saul, também lutou contra os filisteus. Jônatas gosta imediatamente de Davi e os dois formam uma aliança:
E quando ele acabou de falar com Saul, a alma de Jônatas se uniu à alma de Davi, e Jônatas o amou como a si mesmo. Saul o levou naquele dia e não o deixou voltar para a casa de seu pai. Então Jônatas fez uma aliança com Davi porque o amava como a si mesmo. Jônatas se despiu do manto que estava com ele e deu-o a Davi, com sua armadura, incluindo sua espada, seu arco e seu cinto. Assim, Davi ia aonde Saul o enviava e prosperava; e Saul o colocou sobre os homens de guerra. (NASB) 

### Morte de Jônatas
Enquanto Saul continua a perseguir Davi, o casal renova sua aliança, após a qual eles não se encontram novamente. Por fim, Saul e Davi se reconciliam. Jônatas, entretanto, foi morto no Monte Gilboa junto com seus dois irmãos Abinadab e Malchi-shua, e lá Saul comete suicídio. Davi fica sabendo da morte de Saul e Jônatas e entoa um lamento, que em parte diz:
Saul e Jônatas, amados e amáveis em suas vidas, e em sua morte não se separaram; Eles eram mais rápidos do que as águias, Eles eram mais fortes do que os leões. . . Como caíram os poderosos no meio da batalha! Jônatas está morto em seus lugares altos. Estou angustiado por você, meu irmão Jônatas; Você tem sido muito agradável comigo. Seu amor por mim foi mais maravilhoso do que o amor pelas mulheres. Como caíram os poderosos, E as armas de guerra pereceram! 

## Interpretações

### Judaísmo
Os sábios caracterizaram o relacionamento entre Jônatas e Davi na seguinte Mishná:
“Sempre que o amor depende de algum fim egoísta, quando o fim passa, o amor passa; mas se não depender de algum fim egoísta, nunca passará. Qual amor dependia de um fim egoísta? Esse era o amor de Amnon e Tamar. E o que não dependia de um fim egoísta? Esse era o amor de Davi e Jônatas. (Avot 5:16) "
O rabino Shimon ben Tzemach Duran (Espanha, Norte da África do século XIV ao XV) delineou o significado desta mishná:
“Qualquer pessoa que faça amizade para ter acesso a poder, dinheiro ou relações sexuais; quando esses fins não são alcançáveis, a amizade cessa ... o amor que não depende de fins egoístas é o verdadeiro amor pela outra pessoa, uma vez que não existe um fim pretendido. ” (Magen Avot - tradução resumida e adaptada) 

### Interpretação cristã tradicional
Uma interpretação platônica do relacionamento entre Davi e Jônatas tem sido a visão dominante encontrada na exegese bíblica, conduzida por escritores cristãos. Isso argumenta que a relação entre os dois, embora forte e próxima, é basicamente uma amizade platônica. A aliança feita é política e não erótica; enquanto qualquer intimidade é um caso de vínculo masculino e homossocialidade.

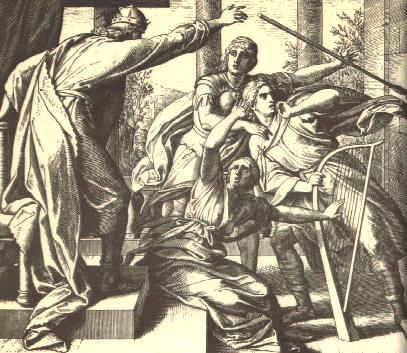
"Saul tenta matar Davi", de Julius Schnorr von Karolsfeld

O amor de Davi e Jônatas é entendido como a camaradagem íntima entre dois jovens soldados sem envolvimento sexual. Os livros de Samuel não documentam realmente a intimidade física entre os dois personagens além de "beijos", enquanto os eufemismos que a Bíblia usa para relações sexuais estão faltando e nada indica que Davi e Jônatas tenham tido um relacionamento sexual. Nenhum dos homens é descrito como tendo problemas em sua vida de casado heterossexual. Davi teve muitas esposas e concubinas, bem como um caso de adultério com Bate-Seba, e aparentemente tenha sofrido de impotência apenas quando homem idoso, enquanto Jônatas tinha um filho de cinco anos quando morreu.
Em resposta ao argumento de que o homoerotismo tenha sido eliminado, alguns tradicionalistas que subscrevem a hipótese documental observam a importância da falta de censura das descrições em questão, apesar das injunções levíticas contra o contato homoerótico. Gagnon observa: "A disposição do narrador em falar da vigorosa vida heterossexual de Davi (compare o relacionamento com Bate-Seba) põe em relevo seu (deles) completo silêncio sobre qualquer atividade sexual entre Davi e Jônatas".
Presumindo que tal edição teria ocorrido, Martti Nissinen comenta: "Seu amor mútuo foi certamente considerado pelos editores como fiel e apaixonado, mas sem alusões indecorosas a práticas proibidas... A proximidade emocional e mesmo física de dois homens não parecia preocupar os editores da história, nem era tal relação proibida pelo Levítico." A homossocialidade não é vista como parte do tabu sexual no mundo bíblico.

### Alusões medievais e renascentistas

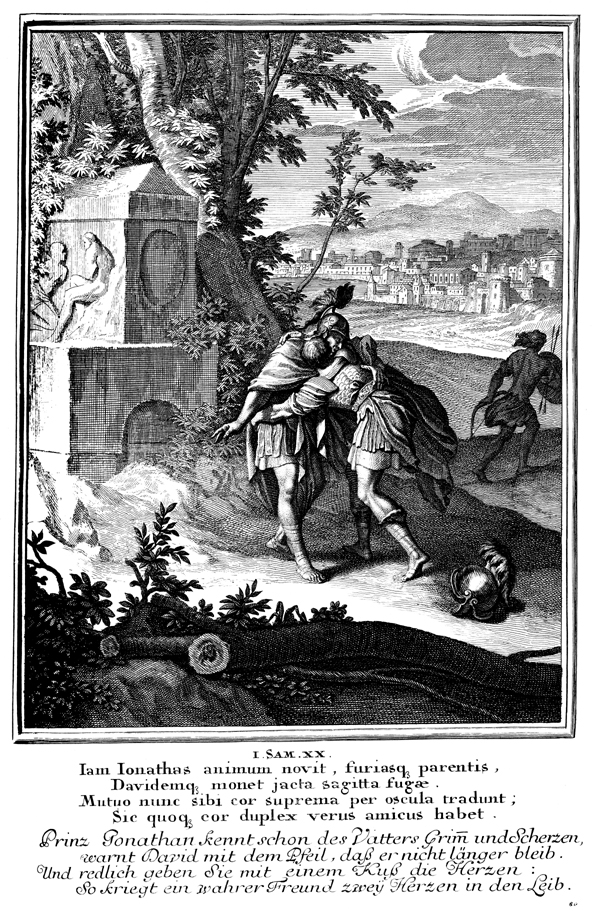
Jônatas abraça Davi da Historiae Celebriores Veteris Testamenti Iconibus Representatae de Caspar Luiken (1712)

A literatura medieval ocasionalmente se baseava no relacionamento bíblico entre Davi e Jônatas para enfatizar fortes amizades pessoais e íntimas entre os homens. A história também foi frequentemente usada como uma referência codificada às relações homoeróticas quando a menção era socialmente desencorajada ou mesmo punida.
O anônimo Vita Edwardi Secundi, c. 1326 AD escreveu: "De fato, lembro-me de ter ouvido que um homem amou outro. Jônatas amava Davi, Aquiles amava Pátroclo. "E assim, o rei Eduardo II chorou por seu amante morto Piers Gaveston como: "...Davi chorou por Jônatas.". Da mesma forma, Roger de Hoveden, um cronista do século XII, deliberadamente fez comparações em sua descrição de “O Rei da França (Filipe II Augusto) [que] o amava (Ricardo Coração de Leão) como sua própria alma”.
Os artistas renascentistas Donatello e Michelangelo trouxeram fortes elementos homoeróticos em suas respectivas esculturas retratando o jovem Davi.

### Interpretações contemporâneas

#### Homoerotismo

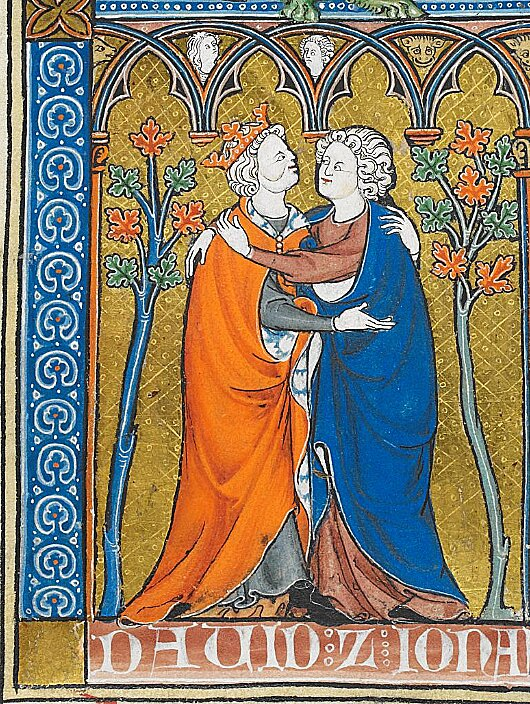
David e Jonathan. O relato bíblico de Davi e Jônatas foi lido por alguns como a história de dois amantes. "La Somme le Roy", AD 1290; Francês iluminado ms (detalhe); Museu Britânico

Alguns estudiosos e escritores modernos interpretaram o amor entre Davi e Jônatas como mais íntimo do que como amizade platônica. Este foi introduzido pela primeira vez por Tom Horner, depois adotado por John Boswell. Essa interpretação vê os laços que os homens compartilhavam como amor romântico, independentemente de o relacionamento ter sido fisicamente consumado. Jônatas e Davi se preocupavam profundamente um com o outro de uma forma que era indiscutivelmente mais forte e íntima do que uma amizade platônica.
Os estudiosos destacam, por exemplo, que, ao conhecer Davi, o narrador descreve Jônatas como sentindo algo que só pode ser definido como “amor à primeira vista”. Para Theodore Jennings, está claro que a atração "imediata" de Jônatas por Davi foi causada por sua beleza: 
"Como vimos, a atração de Jônatas por Davi começa quase imediatamente, pois Saul fica encantado com seu novo companheiro. Essa atração recebe uma expressão extravagante. Em primeiro lugar, parece ser amor à primeira vista. É-nos dito: “Quando Davi acabou de falar a Saul, a alma de Jônatas foi ligada à alma de Davi” (1 Sm 18: 1). É algo que Davi disse? Não é provável. Pois o que Davi disse a Saul foi: "Sou filho de teu servo Jessé, o belemita" (17:58). Não é algo que Davi disse. Em vez disso, o olhar do leitor foi duas vezes dirigido para a beleza extraordinária de Davi."
O elogio de Davi em Samuel 1:26 pelo 'amor' (por ele) de Jônatas sobre o 'amor' pelas mulheres é considerado evidência da atração pelo mesmo sexo, junto com a exclamação de Saul ao filho na mesa de jantar: "Eu sei que você tem escolheu o filho de Jessé - o que é uma vergonha para você e para a nudez de sua mãe! " A "escolha" ( bahar ) pode indicar uma escolha permanente e um relacionamento firme, e a menção à "nudez" (erwa) pode ser interpretada como uma expressão sexual negativa, dando a impressão de que Saul viu algo indecente no relacionamento de Jônatas e Davi.
Alguns também apontam que a relação entre os dois homens é tratada com as mesmas palavras e ênfase que outras relações de amor no Testamento Hebraico, sejam heterossexuais ou entre Deus e as pessoas: por exemplo, ahava ou אהבה. ‎
Quando eles estão sozinhos, Davi confessa que "encontrou graça nos olhos de Jônatas", uma frase dos proponentes  dizem que normalmente se refere à atração romântica ou física. No entanto, essa frase é freqüentemente usada em contextos não românticos também. Ao longo das passagens, Davi e Jônatas consistentemente afirmam e reafirmam seu amor e devoção um pelo outro, e Jônatas está disposto a trair seu pai, família, riqueza e tradições por Davi.
Que há mais do que mera homossocialidade nas relações de Davi e Jônatas é afirmado por dois estudos do século XXI: a estudiosa bíblica Susan Ackerman, e o orientalista Jean-Fabrice Nardelli. Ackerman e Nardelli argumentam que os narradores dos livros de Samuel criptografaram alusões ao mesmo sexo nos textos onde Davi e Jônatas interagem de modo a insinuar que os dois heróis eram amantes. Ackerman explica isso como um caso de liminal, viz. transitório, homossexualidade, implantado pelos redatores como um meio textual para fazer valer os direitos de Davi contra os de Jônatas: o último voluntariamente alienou seu status principesco curvando-se (Samuel 20:41), sexualmente falando, ao primeiro. Nardelli discorda e argumenta que os vários convênios que Jônatas fez com Davi como o parceiro superior gradualmente elevaram o status de Davi e podem ser vistos como semelhantes ao casamento.
Susan Ackerman também acredita que há uma linguagem altamente erotizada presente em seis seções diferentes da Bíblia Hebraica no que diz respeito ao relacionamento de Davi e Jônatas. As seis seções que ela menciona são:
1. O primeiro encontro de Davi e Jônatas em 1 Sam. 18: 1-18: 4
2. a descrição das primeiras reuniões de Davi e Jônatas em 1 Sm 19: 1-19: 7.
3. o incidente de Saul repreendendo Jônatas por sua amizade com Davi em 1 Sm 20: 30-20: 34
4. Davi foge da corte do rei Saul em 1 Sam. 20: 1-20: 42
5. a descrição do último encontro de Davi e Jônatas em 1 Sam. 23: 15-23: 18
6. O lamento de Davi (a Canção do Arco) por Saul e Jônatas.

Desses seis exemplos, Ackerman identifica o exemplo mais importante sendo o último (a Canção do Arco) devido à afirmação de Davi de que o amor de Jônatas por Davi "era mais maravilhoso do que o amor das mulheres".
Embora Davi fosse casado, o próprio Davi faz uma distinção entre seu relacionamento com Jônatas e os laços que ele compartilha com as mulheres. Davi é casado com muitas mulheres, uma das quais é irmã de Jônatas, Mical, mas a Bíblia não menciona que Davi amou Mical (embora se afirme que Mical ama Davi).
Nissinen concluiu: 
Talvez essas relações homossociais, baseadas no amor e na igualdade, sejam mais comparáveis à experiência que os homossexuais modernos têm de si mesmos do que aqueles textos que falam explicitamente de atos homossexuais agressivos e violentos como expressões de dominação e sujeição.

#### Contra-argumentos
Outros intérpretes apontam que nem os livros de Samuel nem os documentos da tradição judaica sancionavam a intimidade física romântica ou erótica entre os dois personagens, o que a Bíblia em outro lugar torna evidente quando entre heterossexuais, mais supremamente nos Cânticos de Salomão. Também se sabe que convênios eram comuns e que o casamento era um evento público e incluía costumes não vistos nesta história.
A interpretação platônica do relacionamento de Davi e Jônatas é defendida pelo escritor religioso Robert A. J. Gagnon e pelo assiriologista Markus Zehnder e é consistente com as visões teológicas comumente defendidas que condenam as relações entre pessoas do mesmo sexo.
A remoção do manto é vista como um ato cerimonial seguindo o precedente de Arão, de quem Deus ordenou: "E despoje Arão de suas vestes, e coloque-as sobre seu filho Eleazar", em transferência do cargo do primeiro sobre o último. Da mesma maneira, Jônatas estaria simbolicamente e profeticamente transferindo seu reinado (como o herdeiro normal) para Davi, o que aconteceria.
Mesmo se a menção de "nudez" em 1 Samuel 20:30 pudesse ser interpretada como uma expressão sexual negativa, ela está relacionada à mãe de Jônatas, Ainoã, e não a Jônatas ("para a vergonha da nudez de sua mãe"). Jon Levenson e Baruch Halpern sugerem que a frase sugere "o roubo da esposa de Saul por Davi", e que o versículo apóia a construção de que Ahinoam, a esposa de Saul, é o mesmo Ahinoam que se tornou esposa de Davi. (Este evento, no entanto, nunca é descrito na Bíblia, e esta interpretação particular foi contestada por Diana V. Edelman, que observou que, "Tal presunção exigiria que Davi tivesse fugido com a rainha-mãe enquanto Saul ainda estava em o trono, o que parece improvável.")
Esses intérpretes também argumentam que a descrição em 2 Samuel 1:26 do “amor” (hebraico: “ahava”) entre Davi e Jônatas que é maior do que o “amor às mulheres” deve ser entendida à luz das duas menções anteriores de “Amor” (ahava) entre Davi e Jônatas, onde não é descrito como amor por um parceiro romântico, mas amor por si mesmo (“ele o amou como a sua própria alma”, 1 Sm 18: 3; 20:17).
Além disso, a frase “Davi encontrou graça aos olhos de Jônatas”, mencionada acima, normalmente não é uma referência à atração romântica ou física, uma vez que em 45 das 46 outras ocorrências se refere a encontrar graça aos olhos de Deus de um governante ou proprietário de terras rico, de um parente próximo, do pai de uma noiva em potencial, ou de uma nação. A única ocorrência em que a frase é usada para amantes é uma esposa que não encontra mais graça nos olhos do marido, não porque ele não a ache mais fisicamente atraente, mas porque “encontrou nela alguma indecência” (Deuteronômio 24:1) .
Em aspectos platônicos, como lealdade sacrificial e zelo pelo reino, o amor de Jônatas é visto como superior ao da afeição romântica ou erótica, especialmente o das mulheres que Davi conhecera até então. As dificuldades gramaticais e sociais são apontadas em relação a 1 Samuel 18:21, bem como a diferença marcante na Bíblia entre o beijo sensual (como em Cântico dos Cânticos ) e o beijo social das culturas do Oriente Próximo, seja em saudação, ou como expressão de profundo afeto entre amigos e familiares (como encontrado em todo o Antigo e Novo Testamentos). A forte linguagem emotiva expressa por Davi para com Jônatas também é considerada semelhante à das expressões platônicas em culturas mais expressivas ou pré-urbanas.
Orly Keren adicionalmente postula que a relação entre Jônatas e Davi não deixava de ter interesse próprio esclarecido de ambos os lados: Jônatas em obter garantias para seu próprio futuro e o de sua família, e Davi em criar e manter uma imagem pública. Keren sugere que o lamento de Davi por Jônatas pode ter sido uma pose calculada para um povo de luto por um príncipe popular.

## Referências culturais

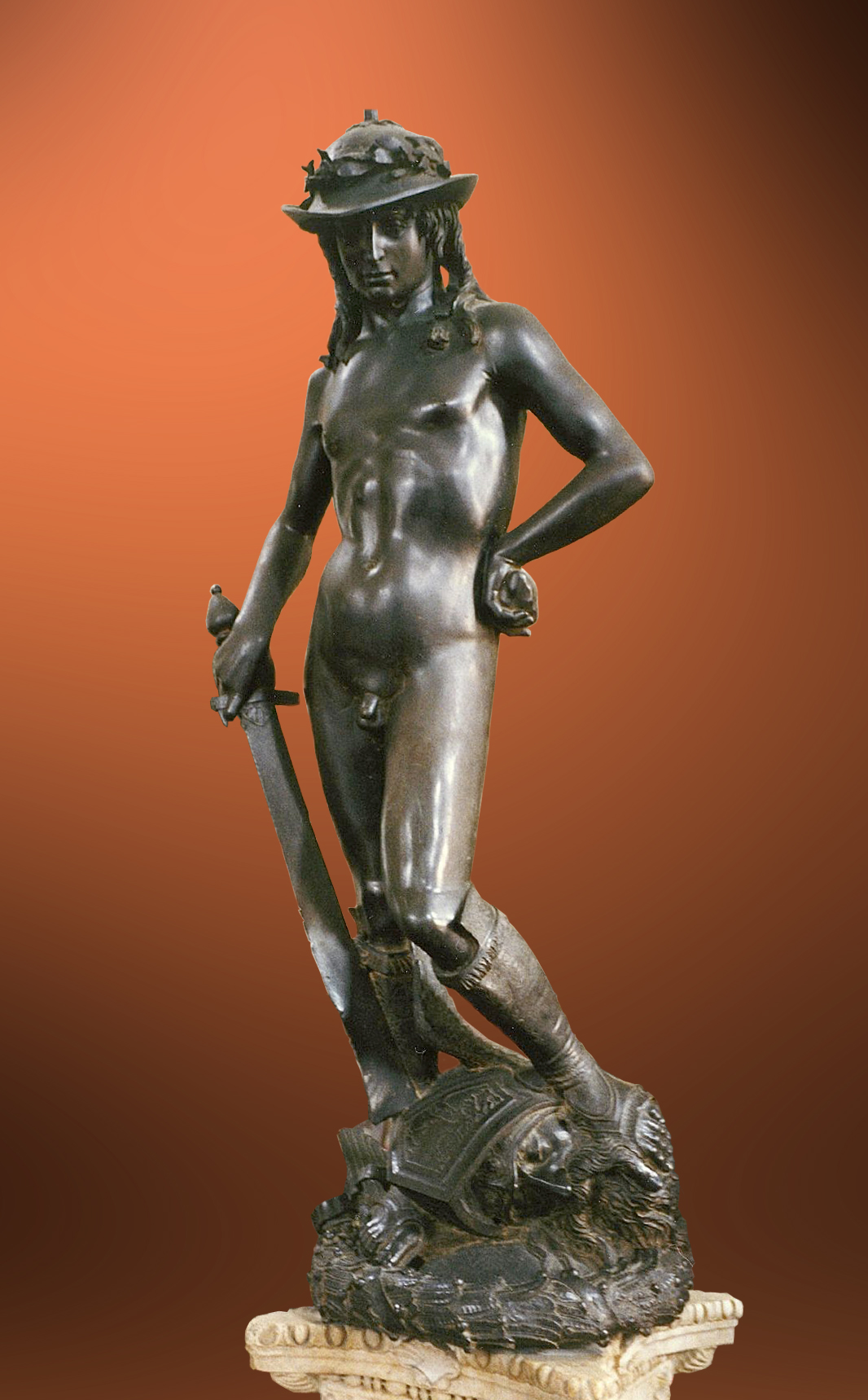
Donatello, David (anos 1440?) Museo Nazionale del Bargello